# Linepithema piliferum
Linepithema piliferum é uma espécie de formiga do gênero Linepithema.